# Козјак (Лозница)
Козјак је насељено место града Лознице у Мачванском округу. Према попису из 2022. било је 912 становника.
Овде се налази Црква Свете Марије Магдалине у Козјаку.

## Галерија
- Споменик испред Дома културе
- Базен Делфин
- Дом културе
- Зграда школе
- Споменик НОБ-а

## Демографија
У насељу Козјак живи 848 пунолетних становника, а просечна старост становништва износи 38,1 година (36,8 код мушкараца и 39,6 код жена). У насељу има 326 домаћинстава, а просечан број чланова по домаћинству је 3,38.
Ово насеље је великим делом насељено Србима (према попису из 2002. године).
|  |

| Демографија | Демографија | Демографија |
| Година      | Становника  | Становника  |
| ----------- | ----------- | ----------- |
| 1948.       | 1.066       |             |
| 1953.       | 1.124       |             |
| 1961.       | 1.178       |             |
| 1971.       | 1.160       |             |
| 1981.       | 1.201       |             |
| 1991.       | 1.228       | 1.193       |
| 2002.       | 1.102       | 1.187       |
| 2011.       | 996         |             |
| 2022.       | 912         |             |

| Етнички састав према попису из 2002.‍ | Етнички састав према попису из 2002.‍ | Етнички састав према попису из 2002.‍ | Етнички састав према попису из 2002.‍ | Етнички састав према попису из 2002.‍ |
| ------------------------------------ | ------------------------------------ | ------------------------------------ | ------------------------------------ | ------------------------------------ |
|                                      |                                      |                                      |                                      |                                      |
| Срби                                 | Срби                                 |                                      | 1.085                                | 98,45%                               |
| Хрвати                               | Хрвати                               |                                      | 2                                    | 0,18%                                |
| Црногорци                            | Црногорци                            |                                      | 1                                    | 0,09%                                |
| Југословени                          | Југословени                          |                                      | 1                                    | 0,09%                                |
| непознато                            | непознато                            |                                      | 5                                    | 0,45%                                |

| Година пописа     | 1948. | 1953. | 1961. | 1971. | 1981. | 1991. | 2002. |
| ----------------- | ----- | ----- | ----- | ----- | ----- | ----- | ----- |
| Број домаћинстава | 184   | 200   | 231   | 255   | 312   | 348   | 326   |

| Број чланова      | 1  | 2  | 3  | 4  | 5  | 6  | 7 | 8 | 9 | 10 и више | Просек |
| ----------------- | -- | -- | -- | -- | -- | -- | - | - | - | --------- | ------ |
| Број домаћинстава | 59 | 63 | 49 | 69 | 44 | 30 | 6 | 4 | 1 | 1         | 3,38   |

| Пол    | Укупно | Неожењен/Неудата | Ожењен/Удата | Удовац/Удовица | Разведен/Разведена | Непознато |
| ------ | ------ | ---------------- | ------------ | -------------- | ------------------ | --------- |
| Мушки  | 465    | 145              | 285          | 25             | 7                  | 3         |
| Женски | 441    | 71               | 290          | 73             | 5                  | 2         |
| УКУПНО | 906    | 216              | 575          | 98             | 12                 | 5         |

| Пол    | Укупно                    | Пољопривреда, лов и шумарство | Рибарство                            | Вађење руде и камена | Прерађивачка индустрија       |
| ------ | ------------------------- | ----------------------------- | ------------------------------------ | -------------------- | ----------------------------- |
| Мушки  | 213                       | 36                            | 0                                    | 0                    | 81                            |
| Женски | 100                       | 18                            | 0                                    | 0                    | 38                            |
| УКУПНО | 313                       | 54                            | 0                                    | 0                    | 119                           |
| Пол    | Производња и снабдевање   | Грађевинарство                | Трговина                             | Хотели и ресторани   | Саобраћај, складиштење и везе |
| Мушки  | 4                         | 21                            | 25                                   | 3                    | 14                            |
| Женски | 1                         | 1                             | 16                                   | 3                    | 3                             |
| УКУПНО | 5                         | 22                            | 41                                   | 6                    | 17                            |
| Пол    | Финансијско посредовање   | Некретнине                    | Државна управа и одбрана             | Образовање           | Здравствени и социјални рад   |
| Мушки  | 1                         | 5                             | 4                                    | 7                    | 5                             |
| Женски | 1                         | 1                             | 0                                    | 5                    | 8                             |
| УКУПНО | 2                         | 6                             | 4                                    | 12                   | 13                            |
| Пол    | Остале услужне активности | Приватна домаћинства          | Екстериторијалне организације и тела | Непознато            | Непознато                     |
| Мушки  | 4                         | 0                             | 0                                    | 3                    | 3                             |
| Женски | 1                         | 0                             | 0                                    | 4                    | 4                             |
| УКУПНО | 5                         | 0                             | 0                                    | 7                    | 7                             |